# 마트료시카 브레인
마트료시카 브레인(matrioshka brain)은 막대한 연산 용량의 다이슨구 기반의 가설적 메가스트럭처로, 로버트 브래드버리가 제안하였다. 컴퓨터 시스템들을 구동하기 위해 별의 모든 에너지를 사용하는 클래스 B 스텔라 엔진의 한 예이다. 이 개념은 러시아 마트료시카 인형에서 이름을 가져왔다. 이 개념은 발명가 로버트 브래드버리가 《Year Million: Science at the Far Edge of Knowledge》 선집에서 사용하였으며 《로스 앤젤레스 타임스》, 《월 스트리트 저널》의 평론가들로부터 관심을 받았다.

## 개념

마트료시카 브레인의 비전

"마트료시카 브레인"은 항성 주위의 다이슨구를 거대한 컴퓨터로 사용한다는 개념에서 출발한다. 마트료시카 인형은 큰 것 안에 작은 것이 들어가있는 러시아의 끼워넣는 인형이다. 이와 비슷하게 브레인은 항성으로부터의 힘 대부분 또는 전체를 끌어모아 껍질 사이로 전파시키는, 내재된 다이슨 구라고 할 수 있다. 안쪽 껍질은 항성 자체와 온도가 거의 동일하지만 바깥 껍질은 항성 간 우주의 온도와 거의 비슷하다. 이러한 것을 요구하는 공학적인 요구와 자원은 막대하다.
"마트료시카 브레인"이라는 용어는 로버트 브래더리가 마트료시카 브레인과 비슷한 개념인 "주피터 브레인"(크기가 더 작은 행성 규모와 최소한의 신호 전달 지연에 최적화됨)의 대안으로 발명하였다. 마트료시카 브레인의 디자인은 순전히 용량과 원천이 되는 항성에서 추출된 최대 양의 에너지에 집중하는 반면 주피터 브레인은 연산 속도에 더 최적화되어 있다.

## 잠재적 이용
이렇게 막대한 연산 자원을 잠재적으로 이용하는 안이 일부 제안되고 있다. 찰스 스트로스는 그의 소설 《아첼레란도》(Accelerando)에서 이 개념을 제안했으며, 이를 이용하여 완전한 시뮬레이션을 수행하거나 사람의 마음을 마트료시카 브레인이 지원하는 가상 현실 공간으로 업로드하는 것이다. 스트로스는 더 나아가 심지어는 순수 처리 능력을 충분히 이용할 수 있는 강력한 종들이 우주 그 자체의 구조에 공격을 가하고 조작할 수 있다고 넌지시 이야기했다. 《갓플레이어스》(Godplayers, 2005년)에서 데미언 브로데릭은 마트료시카 브레인이 완전한 교체 우주를 시뮬레이트할 수 있게 해줄 것이라 추측한다. 미래학자이자 트랜스휴머니스트 저자 앤더스 샌드버그는 마트료시카 브레인과 같은 대규모 머신에서의 컴퓨팅에 대해 암시하는 글을 썼고, Institute for Ethics and Emerging Technologies가 출판하였다.

## 같이 보기
- 인공 일반 지능
- 기술적 특이점